# Barackfejű törpepapagáj
A barackfejű törpepapagáj (Agapornis fischeri), korábban őszibarackfejű papagáj vagy Fischer törpepapagája, a madarak osztályának a papagájalakúak (Psittaciformes) rendjébe, ezen belül a szakállaspapagáj-félék (Psittaculidae) családjába tartozó faj.

## Előfordulása
Tanzánia területén honos. Betelepítették Burundiba és Ruandába. Jelenléte Kenyában bizonytalan. Természetes élőhelye a füves-fás fennsíkok.

## Megjelenése

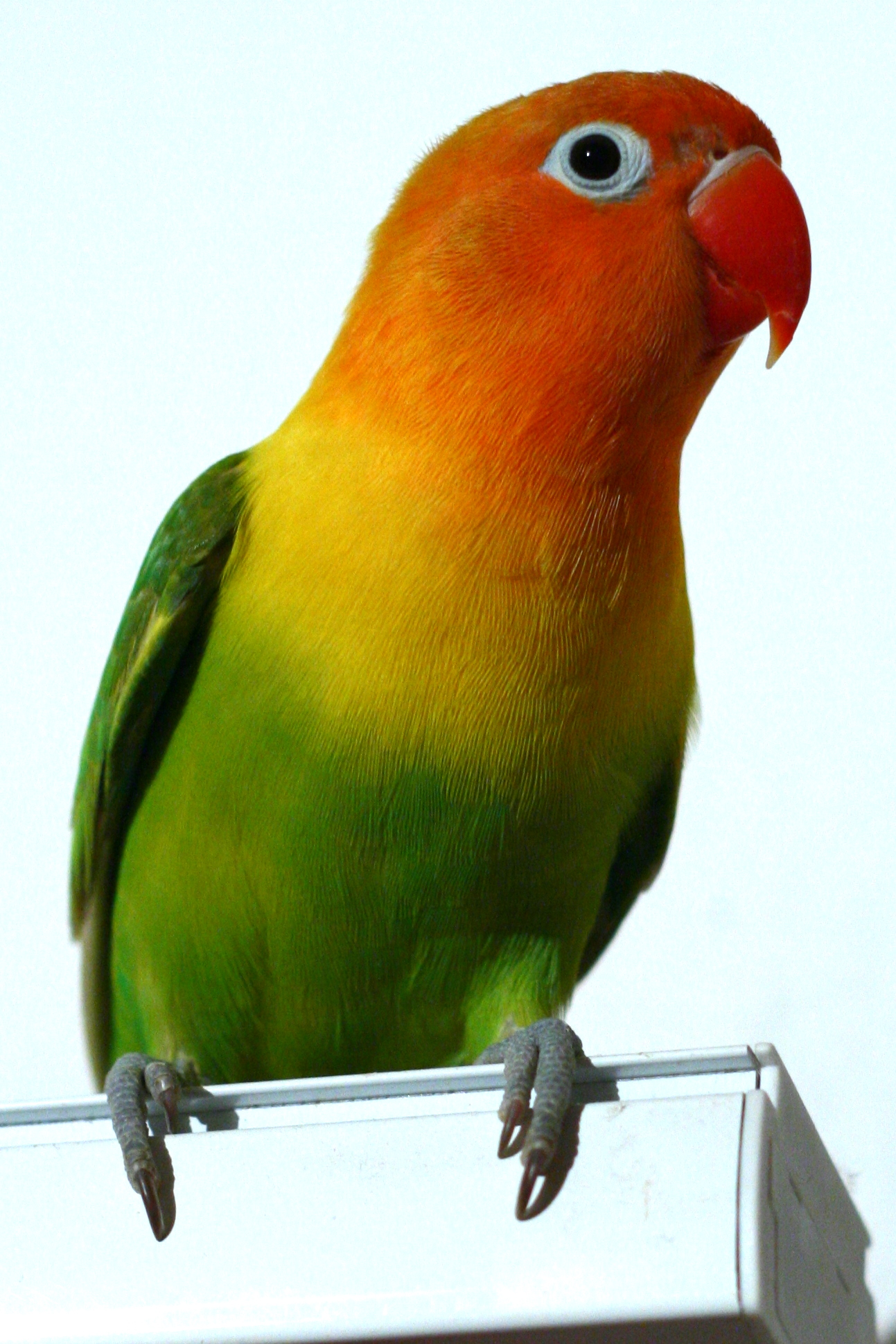

Testhossza 15 cm. Szárnyfesztávolsága 9,5 cm. Vadszíne zöld, hasa sárga a feje narancssárga, a csőre piros.

## Életmódja
Tápláléka magvak és bogyók, időnként meglátogatja a gabona- és kukoricatáblákat is. Röpte gyors és iránytartó. Szívesen fogyasztják az almaszeletet (édes fajtából), főtt tojást, főtt kukoricát (konzerv is lehet), aszalt gyümölcsöket.

## Szaporodása

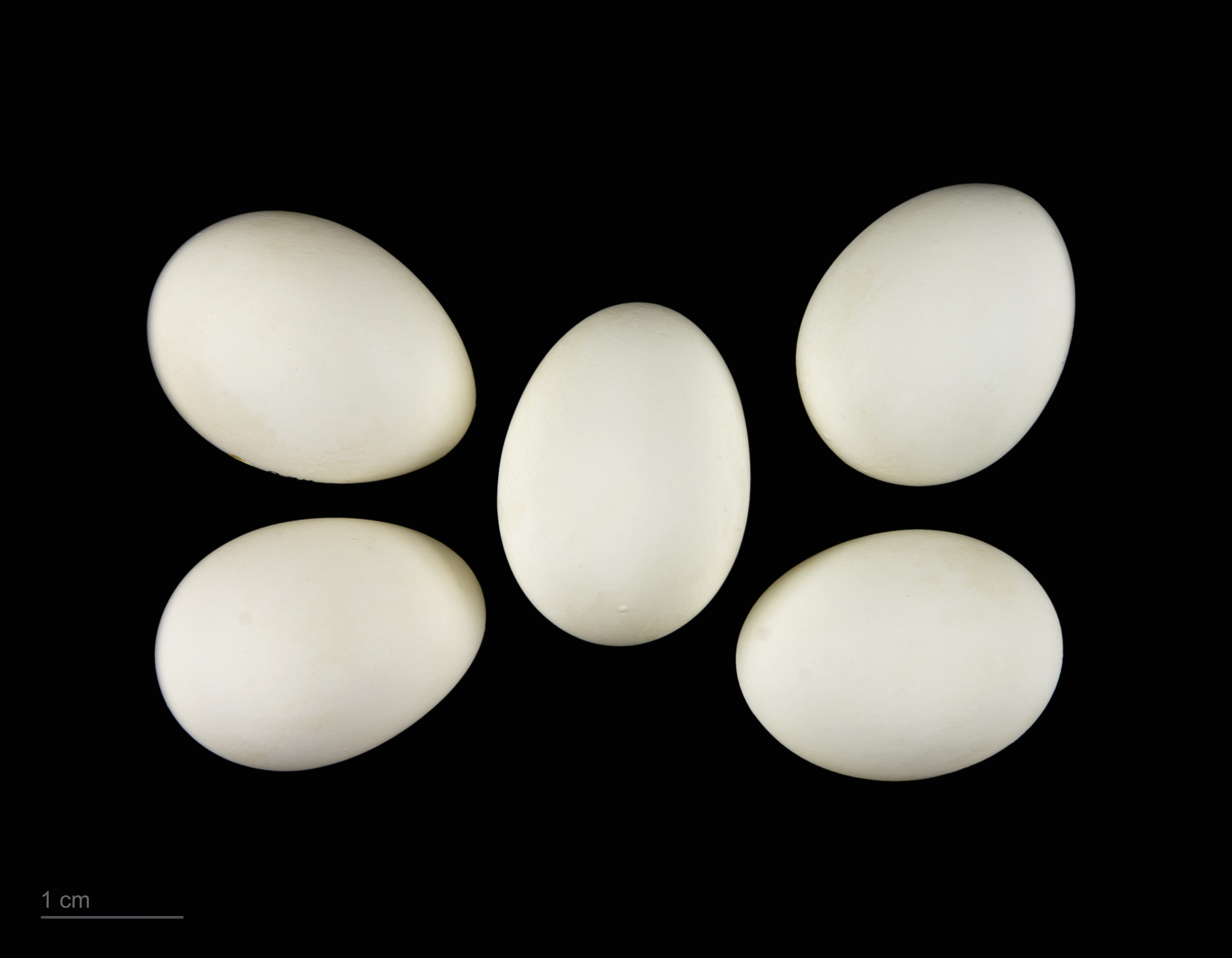
Agapornis fischeri tojásai

Többnyire május–július között, alkalmasint kolóniában, faüregekben (pálmafák) költ, fészekalja 3-4 tojás, a fészekanyagát a tojó a csőrében hordja, a kotlási idő 23 nap, a kirepülési idő 38 nap.

## Tartása
A Fischer törpepapagájok előszeretettel élnek párban, ezért ne tartsuk egymagukba. A kalitka mérete legyen 80x40x50 cm. Ekkora kalitkában elegendő két ülőpálca. Fontos a rendszeres röptetésük.